# Новая Григоровка (Николаевский район)
Новая Григоровка (укр. Нова Григорівка) — село, относится к Николаевскому району Одесской области Украины.
Население по переписи 2001 года составляло 130 человек. Почтовый индекс — 67053. Телефонный код — 8-04857. Занимает площадь 0,63 км². Код КОАТУУ — 5123585504.

## Местный совет
67052, Одесская обл., Николаевский р-н, с. Шабельники, ул. Школьная, 25